# Rijksstad Colmar

Wapen van Colmar

Colmar was een tot de Boven-Rijnse Kreits behorende rijksstad binnen het Heilige Roomse Rijk.
De karolingische koningshof Columbarium (Colmar) wordt voor het eerst in 823 vermeld. In de tiende eeuw werd de hof door de Ottonen gedeeld. De bovenhof kwam aan het klooster Payerne en de nederhof aan het prinsbisdom Konstanz. Onder keizer Frederik II begon de ontwikkeling van Colmar tot rijksstad. In 1226 werd ze voor het eerst als stad aangeduid. In 1255 bevestigde koning Willem de stedelijke rechten en vrijheden. De dertiende eeuw werd gekenmerkt door twisten tussen adel en burgerij. Schout Rösselmann redde in 1262 de rijksvrije status van de stad tegen de adel en het prinsbisdom Straatsburg.
In 1278 verleende koning Rudolf van Habsburg de vrijheidsbrief, die als voorbeeld zou dienen voor een aantal naburige steden. In 1358 werd de laatste adellijke opstand neergeslagen, waarna de gilden een rol kregen in het stadsbestuur. In 1354 ging de stad deel uitmaken van de Tienstedenbond, waarin zij een leidende rol speelde.
Het Verdrag van Münster van 1648 leverde de stad een onduidelijke status op: enerzijds gaf paragraaf 73 de landvoogdij Haguenau met de daarbij horende rechten over de stad aan Frankrijk, anderzijds verplichtte Koninkrijk Frankrijk zich in paragraaf 87 om de rijksvrije status van de stad te respecteren. In 1674 bezette Lodewijk XIV van Frankrijk echter de rijksstad. Vervolgens werd de stad in het kader van de reunionspolitiek in 1680 door Frankrijk geannexeerd. In de Vrede van Rijswijk van 1697 erkenden de Europese mogendheden de inlijving van de rijksstad.